# Kris De Wree
Kris De Wree, né le 21 mai 1981 à Saint-Gilles-Waes, est un footballeur international belge. Il joue au poste de milieu de terrain.

## Biographie
Il remporte la Coupe de Belgique en 2005 avec le Beerschot AC, marquant un but décisif en finale contre le FC Bruges.

## Palmarès
- Vainqueur de la Coupe de Belgique en 2005 avec le Beerschot AC